# 전주성심여자중학교
전주성심여자중학교(全州聖心女子中學校)는 대한민국 전북특별자치도 전주시 완산구 교동에 있는 사립 중학교이다.

## 학교 연혁
- 1926년 : 라크루 신부 해성 강습소 설립
- 1932년 : 이춘화 토지 및 교실 신축 기증
- 1938년 5월 9일 : 해성 심상소학교 개교
- 1945년 4월 : 일제의 징발로 폐교
- 1946년 8월 1일 : 전주 성심여학원 설립 인가
- 1946년 8월 1일 : 제1대 학원장 이상화 신부 취임
- 1946년 10월 3일 : 전주 성심여학원 개교
- 1948년 7월 29일 : 전주 성심여자중학교 설치 인가
- 1948년 9월 16일 : 전주 성심여자중학교 개교 (6학급)
- 1951년 8월 30일 : 전주 성심여자중학교 개편
- 1970년 3월 1일 : 전주성심여자중, 고등학교 분리
- 1982년 8월 : 해성학원 법인설립 추가
- 2023년 3월 1일 : 제19대 교장 이상백 선생 취임
- 2024년 1월 12일 : 제76회 졸업 101명(졸업생 누계 24,985명)
- 2024년 3월 4일 : 2024학년도 입학 81명 (3학급)

## 참고 자료
- 전주성심여자중학교 - 한국교육학술정보원 학교알리미